# Vụ làng Nhô 1992
Vụ làng Nhô 1992 là một vụ tranh chấp đất đai tại thôn Lạc Nhuế, xã Đồng Hóa, huyện Kim Bảng, tỉnh Hà Nam vào năm 1992. Sự kiện gây chấn động Việt Nam và được dựng thành phim truyền hình nhiều tập với tựa đề Chuyện làng Nhô. Vì làng bị cắt đất khi thực hiện chế độ khoán ruộng đất, một người dân làng tên là Trịnh Văn Khải đã đứng lên lãnh đạo dân làng rào làng, lập thành lũy, tạo thành pháo đài để chống đối chính quyền địa phương.

## Diễn biến
Trịnh Văn Khải là một kỹ sư điện máy thủy, sau khi tốt nghiệp tiến sỹ ở Nga thì trở về làm giảng viên Trường Đại học Hàng hải Việt Nam. Theo chế độ khoán ruộng đất mới đầu thập niên 1990, huyện Kim Bảng cắt 75 mẫu ruộng lúa của thôn Lạc Nhuế cho các thôn và xã khác trong huyện. Vì cho rằng công chức địa phương tham nhũng chia đất, Trịnh Khải đã nộp đơn khiếu nại đến Uỷ ban nhân dân huyện Kim Bảng, Ủy ban nhân dân tỉnh Hà Nam Ninh, Tổng cục Quản lý ruộng đất. Sau khi các cơ quan hành chính bác bỏ đơn khiếu kiện vì cho rằng không vi phạm Luật Đất đai hiện hành, Trịnh Khải cùng với một số người dân trong làng đã gửi khiếu kiện đến chính phủ. Chính phủ Việt Nam khi đó gửi công văn số 447 tới Ủy ban nhân dân tỉnh Hà Nam Ninh và yêu cầu thông cáo chính thức khẳng định không có sai phạm đến người dân. Trịnh Khải sau đó thành lập "Ban 447" phản đối chính quyền địa phương và khẳng định chính phủ đồng ý giải quyết đơn đòi ruộng. Cùng với đó, Trịnh Văn Khải tập hợp dân trong thôn lập rào ngăn làng, ngăn cản việc đi lại của dân và chống lại cán bộ đến làng thu thuế.
Đỉnh điểm, hai người thanh niên cùng huyện vào làng Lạc Nhuế mua cá giống, bị dân làng đánh chết ngay trong sân nhà của Trịnh Văn Khải. Theo báo Công An nhân Dân, lấy từ hồ sơ vụ án, Trịnh Văn Khải sau đó còn ra lệnh cho đám tay chân giữ xác họ nhiều ngày để đòi tiền chuộc. Nguyễn Hải – diễn viên đóng vai Trịnh Văn Khải trong phim Chuyện làng Nhô dựa theo sự kiện – cho biết một thanh niên bị đánh chết là người cháu họ. Sau cùng, huyện cho mời Trịnh Văn Khải lên để thương lượng và bắt giữ ông sau đó kết án tử hình. Ông bị hành quyết ngày 10 tháng 7 năm 1993 ở tuổi 58.

## Phản ứng và tác động

### Truyền thông Việt Nam
Vũ Văn Tiến trên báo Dân trí nhìn nhận "Lợi dụng việc thôn bị cắt đất và do bản thân bất mãn với chế độ, Khải lập kế hoạch xuyên tạc chính sách của Đảng Cộng sản Việt Nam và Nhà nước [...] Y tập hợp và lợi dụng một số cán bộ, đảng viên thoái hóa biến chất, mắc sai phạm trong quản lý kinh tế ở làng để tuyên truyền, kích động chính quyền, bằng cách đâm đơn kiện đòi đất lên các cấp chính quyền như Ủy ban nhân dân huyện Kim Bảng, Ủy ban nhân dân tỉnh Hà Nam Ninh và Tổng cục Quản lý ruộng đất". Phương Anh trên báo Nhân Dân bình phẩm "Trịnh Khải phải đền tội nhưng tiếng xấu 'làng Nhô' là 'vết nhơ' của xã nhà".

### Gia đình Trịnh Văn Khải
Năm 2014, Trịnh Thị Thương – con gái ông Khải, đang làm chủ một xưởng thủ công nghiệp – kể lại "Khi bố và anh trai mất, mẹ em ốm suốt, may có bà con làng xóm cưu mang giúp đỡ mới qua được. Lúc ấy em đang học cấp 3, bị các bạn tẩy chay không thèm nói chuyện, nên em phải bỏ học; 15 tuổi phải đi làm thuê kiếm sống, lấy tiền chữa bệnh cho mẹ."

### Làng Lạc Nhuế
Năm 2008, làng Lạc Nhuế có 4.200 nhân khẩu, được chia thành 5 cụm dân cư; đây là một trong những làng có dân số đông nhất của tỉnh Hà Nam. Chủ tịch Ủy ban nhân dân xã Đồng Hóa Nguyễn Ngọc Giao cho biết mức thu nhập bình quân của người dân làng Lạc Nhuế khoảng 990 triệu đồng/năm. Lạc Nhuế là thôn giàu nhất huyện Kim Bảng tính đến năm 2013. Năm 2014, Đồng Hóa là xã đầu tiên của tỉnh Hà Nam hoàn thành dồn điền đổi thửa, hơn 3.000 hộ gia đình trong tổng số 5.500 khẩu không còn phụ thuộc vào ruộng lúa.

## Phim "Chuyện làng Nhô"
Nhà văn Nguyễn Quang Thiều viết tiểu thuyết Kẻ ám sát cánh đồng dựa trên sự kiện, sau đó tiểu thuyết được chuyển thể thành phim truyền hình nhiều tập với tựa đề Chuyện làng Nhô. Phim được chiếu trên Đài Truyền hình Việt Nam vào năm 1998, phát sóng lại lần nữa vào năm 2009 trên VTV4. Nhân vật Trịnh Văn Khả trong phim được thể hiện là nhân vật phản diện, do diễn viên Nguyễn Hải đóng. Ngọc Anh trên báo Công an nhân dân cho rằng "sự việc mà Trịnh Khải làm còn man rợ hơn nhiều những gì một Trịnh Khả làm trong phim". Sau khi phim Chuyện làng Nhô chiếu trên truyền hình, dân làng Lạc Nhuế bị các xã xung quanh cô lập – tẩy chay.
Phim được quay tại xã Vĩnh Ngọc, huyện Đông Anh, Hà Nội vào mùa hè năm 1997.

### Sản xuất
- Đạo diễn: Đặng Lưu Việt Bảo
- Biên kịch: Phạm Ngọc Tiến (dựa trên tiểu thuyết Kẻ ám sát cánh đồng của Nguyễn Quang Thiều)
- Biên tập: Nguyễn Thị Thu Huệ
- Quay phim: Đinh Quốc Bình, Ngô Quý Dương
- Họa sĩ: Trần Hùng
- Âm nhạc: Phó Đức Quang
- Âm thanh: Hồ Trọng Hữu
- Dựng phim: Hoàng Phương Anh
- Thư ký: Xuân Hương
- VTR: Xuân Kiện
- Ánh sáng: Minh Châu, Minh Dương
- Dựng cảnh: Hoàng Tú
- Đạo cụ: Đức Đạt
- Tiếng động: Minh Tâm, Minh Thu
- Chủ nhiệm: Phạm

### Diễn viên
- Nguyễn Hải ... Trịnh Khả[3]
- Trần Tiến ... Ông Bong
- Huy Công ... Cụ Tín
- Ngọc Thư ... Xinh[8]
- Hoàng Lan ... Cô giáo Vân
- Công Bảy ... Chức
- Chí Thông ... Hòa
- Minh Quang ... Triết - Công an huyện
- Hồng Tuấn ... Đoán
- Bá Cường ... Bí thư Nhút
- Hồng Điệp ... Mẹ Vân
- Hồng Giang ... Tứ Sứt
- Đình Thắng ... Công an xã
- Minh Tuấn ... Hoan
- Kim Quý ... Vợ Khả
- Thanh Tùng ... Tâm
- Đức Long ... Thư ký Tất
- Thu Ngà ... Vợ Chức
- Vân Anh ... Vợ Hòa
- Ngọc Anh ... Vợ Tâm
- Thúy Hiền ... Vợ Đoán

Cùng sự tham gia của: Nam Cường, Thế Hồng, Hồ Trung, Đức Mẫn, Ngọc Phúc, Văn Kiện, Trần Tùng, Mạnh Kiểm, Thế Bình, Tuấn Dương, Quốc Phong, Mạnh Thắng, cụ Nhân và các em: Dương Tùng, Văn Ngọc, Hoàng Tuấn, Cu Tí... cùng học sinh trường PTCS Vĩnh Ngọc và bà con nhân dân xã Vĩnh Ngọc.